# Puic, Puic
Puic, Puic (titlu original: Pouic-Pouic) este un film de comedie franțuzesc din 1963 regizat de Jean Girault. Rolurile principale au fost interpretate de actorii Louis de Funès și Mireille Darc. Filmul mai este cunoscut ca : "Casamento a Propósito" (Portugaial), "El pollo de mi mujer" (Spania), "Quietsch... quietsch... wer bohrt denn da nach Öl" (Germania de Vest) sau "I 3 affari del signor Duval" (Italia). A avut premiera la 20 noiembrie 1963  în Franța.

## Prezentare
Antoine Brévin pare a fi îndrăgostit de Patricia Monestier și îi trimite tot felul de cadouri extravagante pe care aceasta le refuză. Mama Patriciei, Cynthia, îi cumpără tatălui ei Léonard, de ziua acestuia, o concesiune a unui teren petrolier pe malurile râului Orinoco. Cu toate acestea, soțul ei, Léonard, descoperă curând că a fost înșelat de un escroc și că terenul nu are nicio valoare. Pentru a scăpa de această proastă "investiție" și pentru a nu da faliment, Léonard speră că fiica sa îl va convinge pe proaspăt-îmbogățitul Antoniu să cumpere concesiunea "fabuloasă". Dar lucrurile se complică pentru tatăl său, deoarece Patricia a „recrutat” un soț fals, pe Simon Guilbaud, pentru a scăpa de pretendentul ei bogat. Léonard îl convinge pe  Simon să se dea drept fratele Patriciei dar lucrurile se complică și mai rău când adevăratul ei frate, Paul, se „reîntoarce” din America de Sud cu Palma Diamantino.

## Distribuție
- Louis de Funès ca Léonard Monestier
- Mireille Darc ca Patricia Monestier, fiica lui Léonard
- Jacqueline Maillan ca Cynthia Monestier, soția lui Léonard
- Roger Dumas ca Paul Monestier, fiul lui Léonard
- Maria-Rosa Rodriguez (menționată ca Yana Chouri) ca Régine Mercier care se dă drept Palma Diamantino
- Philippe Nicaud ca Simon Guilbaud
- Guy Tréjean ca Antoine Brévin
- Christian Marin ca Charles, majordomul familiei Monestier
- Daniel Ceccaldi ca Pedro Caselli
- Philippe Dumat ca Morrison
- Yves Barsacq ca James
- Jean Girault ca jucător chel de la bursă
- Pierre Bouteiller ca vocea de la radio